# Edwin Plimpton Adams
Edwin Plimpton Adams   (Praga, 23 de gener de 1878 - Princeton, 31 de desembre de 1956) va ser un matemàtic i físic nord-americà.

## Vida i obra
Adams va acabar els seus estudis secundaris al Beliot College (Wisconsin) el 1899. Després va estudiar a les universitat de Harvard, Berlín, Göttingen i Cambridge (Trinity College). El 1903 es va incorpora al departament de física de la universitat de Princeton en la qual va ser professor fins a la seva jubilació el 1943. Els primers anys es va dedicar a la física experimental, però el 1909, en abandonar Princeton James Hopwood Jeans, es va començar a interessar per la física teòrica.
Adams és recordat pel seu llibre The Meaning of Relativity (1922) basat en les conferències que va impartir Albert Einstein a la universitat de Princeton el maig de 1921 i que el propi Adams va traduir simultàniament. El llibre va tenir un gran ressò als països de parla anglesa i es va reeditar nombroses vegades.